# Calamoptera immunis
Calamoptera immunis är en insektsart som först beskrevs av Walker, F. 1870.  Calamoptera immunis ingår i släktet Calamoptera och familjen vårtbitare. Inga underarter finns listade i Catalogue of Life.